# Ole Christensen Rømer
Pour les articles homonymes, voir Rømer.
Ole Christensen Rømer (ou Römer, ou Rœmer) (1644-1710) est un astronome danois, qui a travaillé à l'Observatoire de Paris dès 1671.

## Biographie
Au début de sa carrière, Rømer s'est efforcé de créer de nouvelles méthodes et faire des observations dans le but de confirmer l'hypothèse de Copernic à propos des parallaxes stellaires.
Il a également construit des modèles montrant la rotation des lunes de Jupiter autour de celle-ci, et le mouvement de la Lune autour de la Terre.
En 1676, travaillant sur les éclipses du satellite Io de Jupiter, il remarqua que ces événements se produisaient tantôt « à l'heure prévue » (ses prévisions selon les lois de Kepler se vérifiaient), tantôt 10 minutes en avance, et d'autres fois 10 minutes en retard (Io effectue une révolution autour de Jupiter en 1,77 jour terrestre, les décalages sur une révolution étaient donc de l'ordre de 10 secondes, pour une plus grande précision, il calcula des décalages sur plusieurs années). Il sut trouver l'explication de ce mystère, en considérant les positions respectives de la Terre et de Jupiter par rapport au Soleil. En septembre 1676, il annonça que l'éclipse d'Io prévue le 9 novembre se ferait avec 10 minutes de retard. Le succès fut complet, et un compte-rendu fut publié dans Le journal des savants le 7 décembre.
Il fit l'hypothèse que la lumière avait une vitesse finie, précisant qu'il fallait 22 minutes à la lumière pour parcourir une distance égale au diamètre de l'orbite de la Terre. À son époque, ce diamètre n'était pas connu avec précision, et l'on sait maintenant que la lumière met un peu plus de 16 minutes pour parcourir le diamètre de l'orbite terrestre et non 22 minutes. Son calcul lui permit néanmoins de donner une vitesse de la lumière de 220 000 kilomètres par seconde, valeur à 26,5 % près de celle fixée actuellement, à environ 300 000 km/s (299 792,458 km/s, précisément).
Cette première approche de la vitesse de la lumière suivait des expériences de Galilée, sur cette même question, qui avaient donné des résultats peu concluants.
Il a également élaboré l'échelle de température connue sous le nom d'échelle Rømer.
Lors de son séjour à Paris, il occupa la fonction très honorifique de précepteur du Dauphin pour l'Astronomie.

## Honneur
L'astéroïde (2897) Ole Römer porte son nom.